# Říše Tchien-wan
Říše Tchien-wan (čínsky pchin-jinem Tiānwán, znaky 天完) byla jedním z krátkodobě existujících povstaleckých států existujících v Číně během povstání rudých turbanů v závěrečné fázi trvání říše Jüan. Založili ji roku 1351 vůdci jižní větve rudých turbanů Cou Pchu-šeng, Pcheng Jing-jü a Sü Šou-chuej, poslední se stal císařem nové říše. Zanikla roku 1360, když se tchienwanský generál Čchen Jou-liang osamostatnil, zaútočil na Tchien-wan, zabil císaře Sü Šou-chueje i většinu vlády a na místě zaniklého Tchien-wanu založil svoji říši Chan.

## Příprava povstání
Od počátku 14. století se ve střední Číně objevovala občasná povstání proti vládě mongolské říše Jüan. Revize katastru ohlášená roku 1314 vyvolala v Ťiang-si povstání, jehož vůdce Cchaj Wu-ťiou se prohlásil králem. Počátkem 20. let se po povodních a následné neúrodě dala po pohybu řada lidí, označených vládou za bandity. Roku 1325 Čao Čchou-c’ stanul v čele povstání v Si-čou v Che-nanu, v letech 1337–38 proběhlo v Che-nanu další povstání, tentokrát v prefektuře Žu-ning, v čele s Chu Žun-erem. Současně se na pomezí Ťiang-si a Chu-nanu další vzbouřenec Čou C’-wang prohlásil králem státu Čou.
Od 30. let opoziční hnutí zesílila. Skupiny nespokojenců spojila víra, millenaristické ideje přebrané z manicheismu a buddhismu. Rebelové věřili v příchod „Krále světla“ (Ming-wang) na zemi, který očistí svět ode zla, přičemž přemůže jüanskou vládu. V Chu-peji v jejich čele stanuli kovář Cou Pchu-šeng, podomní obchodník s oděvy Sü Šou-chuej a rolnický syn Pcheng Jing-jü, ideologický vůdce hnutí a jeden z vůdců povstání Čou C’-wanga.
Současně vůdce Bílého lotosu Chan Šan-tung připravoval povstání na severu An-chueje a východním Che-nanu, přičemž uzavřel volné spojenectví s Pchengem. Roku 1351 Chanovi stoupenci využili hněv lidí nad těžkými podmínkami opravy kanálů a v květnu je podnítili k rebelii s centrem v Jing-čou v An-chueji. Povstalecké vojsko se nazvalo „armáda rudých turbanů“ (chung-ťin chun, v soudobých zprávách zkracováno na „rudá armáda“ – chung-chun), rychle vzrostlo, a rozšířilo svůj vliv i na jih metropolitní oblasti (dnešní Che-pej) a západní Šan-tung.

## Povstání a založení státu; jeho název

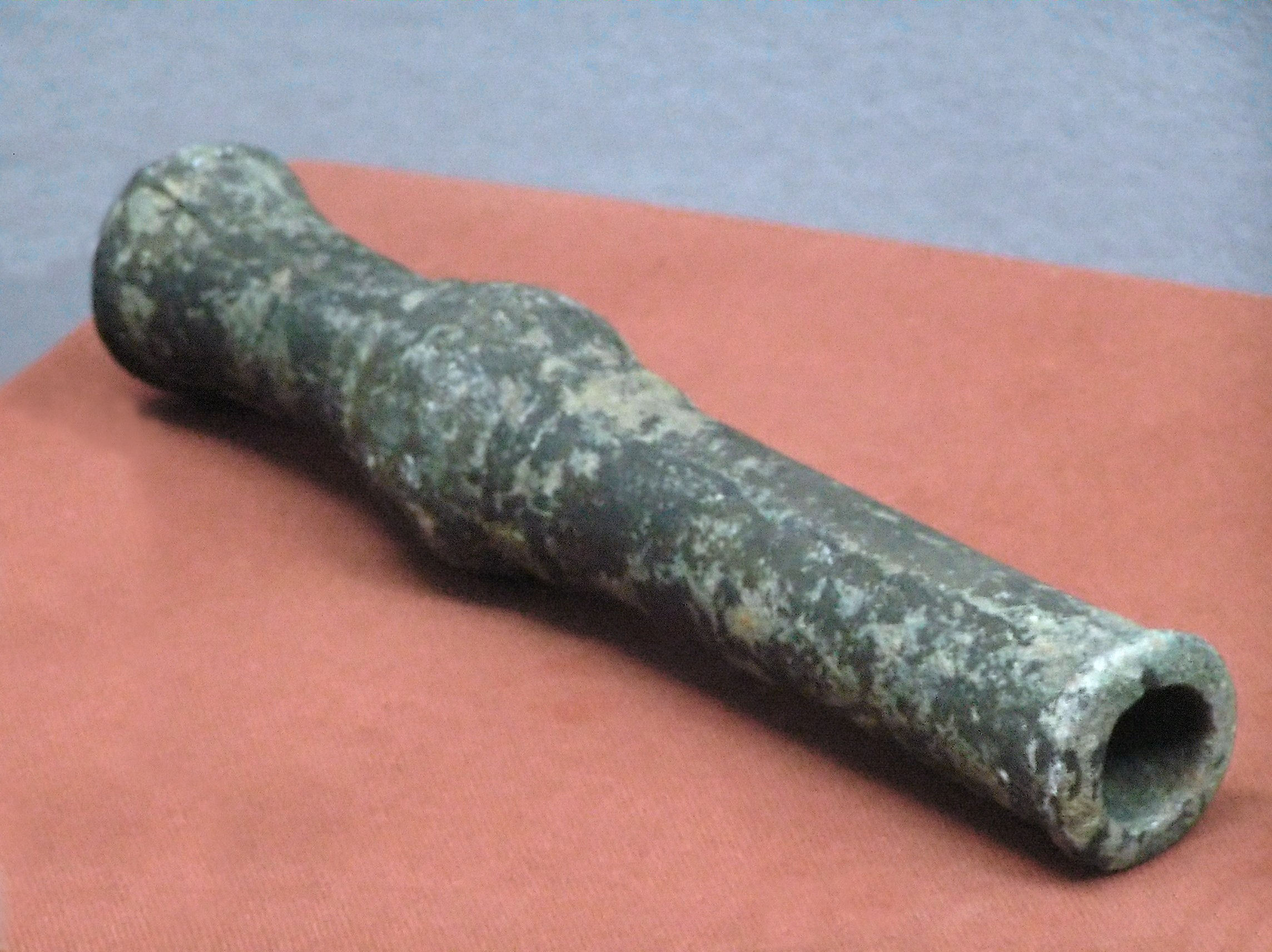
Jüanská bronzová píšťala

Cou Pu-šeng a Sü Šou-chuej reagovali v srpnu 1351 vlastním povstáním na východě Chu-peje, své vojsko nazvali „jižní armáda rudých turbanů“. V září roku téhož roku ustavili svým sídlem právě dobyté Čchi-čou, hlavní město prefektury. Tím získali kontrolu nad severovýchodem Chu-peje. Na obsazeném území založili vlastní nezávislý stát a vyhlásili éru Č’-pching („Mírná vláda“). Sü Šou-chuej se stal císařem, Cou Pchu-šeng velkým maršálem (tchaj-šuaj), byla sestavena administrativa podle jüanského vzoru – vznikl sekretariát čung-šu šeng, šest ministerstev, cenzorát, akademie Chan-lin, ovládané území bylo rozděleno na čtyři provincie sing-šeng.
Počínaje Jüan-š’, oficiálními dějinami říše Jüan sepsanými v letech 1369–1370 komisí historiků vybraných vládou říše Ming (1368–1644), je stát založený jižními rudými turbany nazýván Tchien-wan („Naplnění vůle nebes“). Nicméně roku 1976 a 1982 byly nalezeny hrobky z let 1371 a 1366 s nápisy, v nichž Sü Šou-chuejův stát nese název Sung; v druhém případě je navíc jeho vznik kladen do roku 1350. Jméno Sü Šou-chuejova státu bylo tedy Sung, a státní barva rudá, čímž se povstalecký režim snažil opřít o prestiž stejnojmenné říše vládnoucí Číně od roku 960 do roku 1125 na severu, resp. 1279 na jihu. Podle mínění čínských a tchajwanských historiků bylo v Jüan-š’ jméno Sung nahrazeno uměle vytvořeným Tchien-wan (a poté do konce 20. století zapomenuto) zřejmě proto, že Sü Šou-chuejův stát Sung byl o čtyři roky starší než stát Sung severních rudých turbanů v čele s Chan Šan-tungovým synem Chan Lin-erem vyhlášený roku 1355 (a povstali-li jižní rudé turbany už roku 1350, pak předcházel i Chan Šan-tungovu vzpouru). Existence staršího státu Sung by totiž podrývala legitimitu Chan Lin-erova státu a nepřímo i legitimitu Ču Jüan-čanga, zakladatele říše Ming, který svou kariéru začal v řadách povstalců hlásících se k Chan Lin-erovu režimu a do roku 1367 se Chan Lin-erovi formálně podřizoval a těžil tak z autority sungského jména.

## Rozšíření státu, charakter vlády
V letech 1352–1353 rozsah ťienwanského státu rapidně vzrostl. K úspěchům Rudé armády přispěla i její vysoká disciplína a dobré chování k civilistům. Cou Pchu-šeng začlenil do svých sil nebo mezi spojence, řadu menších povstaleckých a místních skupin a brzy ovládl centrální a severní Chu-pej. Počátkem jara 1352 obsadil Chan-jang a krátce nato na druhém břehu Jang-c’-ťiang i Wu-čchang, hlavní město jüanské provincie Chu-kuang (Chu-kuang zahrnoval dnešní provincie Chu-pej, Chu-nan, Kuang-si, Kuej-čou a západ Kuang-tungu). Poté vytáhl po proudu řeky na Ťiou-ťiang, významný ťiangsiský přístav na řece Jang-c’, zatímco další tchienwanské armády dobyly Nan-čchang, centrum Ťiang-si, a Čchang-ša, středisko Chu-nanu.
Sociální základnou povstaleckého hnutí na středním toku Jang-c’-ťiang byly nižší třídy obyvatelstva, především rolníci. Vůdci rebelů však byli potulní mniši, podomní obchodníci, rybáři, člunaři, nižší úředníci – shrnutí v Jüan-š’ pod nálepkou „vykořenění lidé“. Hlavním nepřítelem povstalců a oporou nenáviděné jüanské vlády byly tradiční čínské elity.
Podle klasické analýzy čínského historika Meng S’-minga zde povstání nabylo charakteru čínské občanské třídní války. V této badatelské tradici čínští historici popisují Rudé turbany jako „rolnické hnutí“ a ťienwanský režim jako „rolnickou vládu“. Západní autoři význam třídních rozdílů v zemi umenšují. Nicméně i soudobí pozorovatelé popisovali rebely jako hnutí nižších tříd namířené proti domácnostem bohatých a mocných. A ústřední heslo ťienwanského režimu „Brát bohatým k ulehčení chudým“ (cchuej-fu i-pchin), nebo slogan rozšířený na dolním toku Jang-c-ťiang „Sluhové, zabijte své pány“ (cchang-tchou š’-ču) svědčí o významu třídních rozdílů. Nicméně rovnostářská a redistribuční opatření nového režimu záhy ustupovala do pozadí a jeho správní aparát rychle přejímal tradiční vzory fungování. Od roku 1353 už ťienwanský režim spolupracoval s pozemkovými vlastníky, kteří se zapojili do správy země.

## Krize a nová expanze

Čína roku 1358

Roku 1353 se ťienwanský režim ocitl v potížích. Kulminovalo tříleté sucho doprovázené epidemií a hladomorem. Navíc v létě zaútočila na východní Chu-pej, centrum moci režimu, čtyřistatisícová armáda jüanského kancléře Togta a jeho spojenců. Na podzim 1353 Togtova vojska dobyla ťienwanské hlavní město Čchi-šuej. Císař Sü Šou-chuej sice unikl, ale na 400 představitelů režimu, včetně hlavního vojenského velitele Cou Pchu-šenga, bylo zabito. Dvůr se poté skrýval v horách okresu Chuang-mej. Ale v lednu 1355 byl Togto poslán do vyhnanství s odkazem na jeho silnou nepopularitu mezi obyvatelstvem. Jeho armáda se rozpadla, jüanská vláda pak nebyla schopna ani kontrolovat loajalisty, natožpak likvidovat rebely, a rychle ztratila vliv na dění v provinciích.
Po útěku z Čchi-šuej a smrti Cou Pchu-šenga ovládl ťienwanský dvůr Ni Wen-ťün. Ni jako jeden z prvních stoupenců ťienwanského státu získal ještě v Čchi-šuej post prvního ministra (čcheng-siang) a velitele loďstva, které mělo v kraji protkaném vodními cestami zvlášť velký význam. Právě jeho loďstvo dobylo začátkem roku 1355 Mien-jang v S’-čchuanu a znovudobylo Chan-jang. Poté Sü Šou-chuej jmenoval svého syna králem v Čchang-ša, aby posílil své pozice na jihu státu, a v zimě 1355/56 přesídlil do Chan-jangu. Současně změnil jméno éry vlády na Tchien-čchi („Jmenován Nebesy“) a roku 1358 na Tchaj-pching („Velký (po)klid“). Tchien-wan nyní rozšířil svou moc na celý Chu-kuang, Ťiang-si a později i části Šen-si.
Roku 1357 vyrazilo pod velením Ming Jü-čena desetitisícové ťienwanské vojsko proti proudu Jang-c’-ťiang do S’-čchuanu. Významným důvodem vypravení expedice byl problém s výživou armády v Chu-peji strádajícímu nedostatkem potravin. Po dobytí S’-čchuanu zde Ming Jü-čen vládl jménem ťianwanského císaře Sü Šou-choua fakticky nezávisle.

## Zánik
Ambice Ni Wen-ťüna rostly, roku 1357 se pokusil zavraždit císaře Sü Šou-chueje a převzít moc, sám ale byl zabit svým generálem Čchen Jou-liangem. Čchen se po smrti Ni Wen-ťüna prohlásil státním ministrem (pching-čang), ponechal Sü Šou-chueje na trůnu v Chan-jangu, a sám si vybudoval základnu v severním Ťiang-si. Počátkem roku 1360 se prohlásil králem státu Chan s hlavním městem v Ťiou-ťiangu. V červnu 1360 zaútočil na Chan-jang a zabil Sü Šou-chueje i s většinou ťienwanského dvora. Nato se prohlásil císařem říše Chan a obsadil většinu ťienwanských území. Pouze v S’-čchuanu si Ming Jü-čen udržel nezávislost, prohlásil se králem státu Lung-šu a roku 1362 se povýšil na císaře říše Sia.
Život nové říše Chan ještě kratší než její předchůdkyně. Čchen Jou-liang už roku 1360 vpadl na východ na území Ču Jüan-čanga s centrem v Nankingu. Nastalá válka vyvrcholila na podzim 1363 bitvou na jezeře Pcho-jang. V ní Čchen padl a jeho vojsko bylo poraženo. Ču Jüan-čang do jara 1365 začlenil chanská území do své domény.